# Patio Iglesia, Santa María Chilchotla
Patio Iglesia är en ort i Mexiko.   Den ligger i kommunen Santa María Chilchotla och delstaten Oaxaca, i den sydöstra delen av landet, 280 km sydost om huvudstaden Mexico City. Patio Iglesia ligger 544 meter över havet och antalet invånare är 271.
Terrängen runt Patio Iglesia är varierad. Runt Patio Iglesia är det ganska tätbefolkat, med 65 invånare per kvadratkilometer. Närmaste större samhälle är San Felipe Tílpam, 18,4 km sydost om Patio Iglesia. I omgivningarna runt Patio Iglesia växer i huvudsak städsegrön lövskog.